# Marie-Claude Audet
Pour les articles homonymes, voir Audet.
Marie-Claude Audet, née le 20 janvier 1962 à La Sarre au Québec, est une coureuse cycliste canadienne.

## Biographie
Marie-Claude Audet fut l'une des premières cyclistes québécoises à s'illustrer sur la scène nationale et internationale. En 2003, elle est intronisée au temple de la renommée du cyclisme québécois.
Sa carrière de 12 ans s'amorça en 1975 et elle réussit de nombreux palmarès. En 1984, elle est 24e de la course en ligne des Jeux olympiques de Los Angeles, la toute première course sur route pour femmes aux Jeux olympiques. Les femmes parcouraient le même circuit que les hommes, mais une distance moins longue.
- Elle fut championne québécoise en 1976, 1977, 1979, 1980 et 1981.
- Elle s'est hissée au deuxième rang au contre-la-montre individuel des Jeux du Canada en 1977.

- Aux Championnats canadiens de 1979, elle termine au second rang au contre-la-montre individuel et troisième à la course sur route.
- En 1980, elle arrive troisième à la course sur route aux Championnats canadiens et gagne une première participation au Championnat du monde en France.
- En 1983, elle remporte les titres au contre-la-montre individuel et à la course sur route aux Championnats canadiens, trois épreuves nationales en France et termine quatrième aux Jeux mondiaux universitaires à Edmonton. Elle participe pour la deuxième fois au Championnat du monde sur route en Suisse.
- En 1984, elle prend part au Tour du Texas et la Coors Classic (Colorado) où elle se hisse sur le podium lors d'une étape à chaque fois. Elle complète sa saison avec une 24e place lors de la course sur route aux Jeux Olympiques de Los Angeles.
- En 1985, elle se classe au quatrième rang du classement général du Tour du Texas et deuxième lors du prologue au Tour de l'Aude.
- En 1986, elle remporte deux étapes du Tour de l'Aude et termine sixième au classement général.

Lors de sa participation aux Jeux olympiques, elle était entraînée par le même entraîneur et le même mécanicien que les hommes. Cette réalité n'a pas profité à Marie-Claude Audet. Alors qu'elle nécessitait d'une aide mécanique, le mécanicien lui a installé un plateau utilisé sur les vélos des hommes et désadapté pour les vélos des femmes. Cette erreur l'a ralenti lors de sa compétition.
Marie-Claude Audet fait aussi partie des rares femmes qui ont déjà participé au Tour de l'Abitibi.

Après sa carrière de cycliste, Marie-Claude Audet est toujours restée impliquée dans des organisations sportives. Elle a entre autres travaillé pour Québec en forme et sensibilisé les jeunes aux saines habitudes de vie, notamment dans les communautés cries.

## Palmarès sur route[5]
- 1979
  - 2e du championnat du Canada du contre-la-montre
  - 3e du championnat du Canada sur route
- 1980
  - 3e du championnat du Canada sur route
- 1981
  - 3e du championnat du Canada du contre-la-montre
- 1983
  -  Championne du Canada sur route
  -  Championne du Canada du contre-la-montre
- 1984
  - 2e du championnat du Canada sur route
- 1986
  - 4e et 5e étapes du Tour de l'Aude cycliste féminin